# Nekrolog 1213
Nekrolog
◄◄
| ◄
| 1209
| 1210
| 1211
| 1212
| 1213 | 1214 | 1215 | 1216 | 1217 | ► | ►►
Weitere Ereignisse | Allgemeiner Nekrolog 1213
Die Beschreibung der verstorbenen Person sollte so kurz wie möglich gehalten sein und nur deren signifikante Tätigkeit(en) enthalten.
Neue Namen ggf. auch unter dem Geburts- und Sterbedatum, also etwa unter 1. Januar und im Geburts- und Sterbejahr (2024) eintragen (nur bei entsprechender großer Wichtigkeit). Für Beispiele siehe die schon vorhandenen Artikel.
Außerdem über die fünf zuletzt Verstorbenen, zu denen es einen ausreichend guten Artikel für eine Präsentation auf der Hauptseite gibt, nach der todesbedingten Überarbeitung der Artikel ggf. auch unter Wikipedia Diskussion:Hauptseite informieren und sie am besten auch in den anderen Wikipedia-Sprachversionen eintragen. Tipp: Regelmäßig bei news.google.de nach „ist tot“, „gestorben“ oder „verstorben“ suchen.
Wenn eine Person gestorben ist, gibt es viele Seiten zu dieser Person in der Wikipedia, die davon auch betroffen sind und entsprechend aktualisiert werden müssen. Beispiele: Namenübersichtsseite, Geburtsjahr, Geburtsort-Seiten und viele mehr.
Wie finde ich die betroffenen Seiten?
Im Suchfeld auf der linken Seite gibt man den Suchbegriff so ein: „Vorname Nachname“. Dann klickt man auf Volltext und alle Seiten mit entsprechendem Suchtext werden aufgerufen. Hier sieht man dann schnell, wo auch das Todesjahr Sinn macht oder sogar ein Teil des Artikels angepasst werden muss. Auch hilft das „Werkzeug“ auf der linken Seite sehr gut, um solche Seiten aufzufinden: „Links auf diese Seite“. Somit ist die Wikipedia wieder aktuell in allen Bereichen! Hinweis: bei Eintragung der Kategorie „Gestorben JAHR“ wird der Missbrauchsfilter 49 ausgelöst, was jedoch nicht schlimm ist. Siehe: Spezial:Missbrauchsfilter/49
Dies ist eine Liste von im Jahr 1213 verstorbenen bekannten Persönlichkeiten. Die Einträge erfolgen innerhalb der einzelnen Daten alphabetisch sortiert. Tiere sind im Nekrolog für Tiere zu finden.

## Januar
| Tag        | Name             | Beruf, bekannt als | Alter | Beleg |
| ---------- | ---------------- | ------------------ | ----- | ----- |
| 18. Januar | Tamar            | georgische Königin |       |       |
| 18. Januar | Walther von Vatz | Bischof von Gurk   |       |       |

## April
| Tag       | Name                  | Beruf, bekannt als                          | Alter | Beleg |
| --------- | --------------------- | ------------------------------------------- | ----- | ----- |
| 13. April | Guido von Thouars     | Herzog von Bretagne                         |       |       |
| April     | Maria von Montpellier | französische Adelige, Königin von Aragonien |       |       |

## Juni
| Tag      | Name                        | Beruf, bekannt als                                | Alter | Beleg |
| -------- | --------------------------- | ------------------------------------------------- | ----- | ----- |
| 7. Juni  | Lüthold von Aarburg         | Bischof von Basel                                 |       |       |
| 19. Juni | Eleonore von Vermandois     | Gräfin von Beaumont und Saint-Quentin             |       |       |
| 23. Juni | Maria von Oignies           | Begine, Inspiratorin des Jakob von Vitry, Heilige |       |       |
| Juni     | Giovanni dei Conti di Segni | italienischer Kardinal der Römischen Kirche       |       |       |

## August
| Tag        | Name     | Beruf, bekannt als                                   | Alter | Beleg |
| ---------- | -------- | ---------------------------------------------------- | ----- | ----- |
| 26. August | Gangjong | 22. König des Goryeo-Reiches und der Goryeo-Dynastie | 61    |       |

## September
| Tag           | Name                | Beruf, bekannt als                                      | Alter | Beleg |
| ------------- | ------------------- | ------------------------------------------------------- | ----- | ----- |
| 13. September | Peter II.           | König von Aragonien (1196–1213)                         |       |       |
| 18. September | Bernhard von Pavia  | italienischer Kanonist und Bischof von Faenza und Pavia |       |       |
| 28. September | Gertrud von Andechs | Gräfin von Andechs-Meranien und Königin von Ungarn      |       |       |

## Oktober
| Tag           | Name                                  | Beruf, bekannt als                      | Alter | Beleg |
| ------------- | ------------------------------------- | --------------------------------------- | ----- | ----- |
| 2. Oktober    | Geoffrey fitz Peter, 1. Earl of Essex | Earl of Essex und Justitiar von England |       |       |
| 8./9. Oktober | Friedrich II.                         | Herzog von Lothringen                   |       |       |

## Dezember
| Tag          | Name                 | Beruf, bekannt als                                                          | Alter | Beleg |
| ------------ | -------------------- | --------------------------------------------------------------------------- | ----- | ----- |
| 12. Dezember | Wilhelm von Lüneburg | Herzog von Lüneburg                                                         | 29    |       |
| 15. Dezember | Gottfried            | deutscher Benediktinerabt                                                   |       |       |
| 17. Dezember | Johannes von Matha   | französischer Gründer des Trinitarier-Ordens, Heiliger der römischen Kirche |       |       |
| 25. Dezember | Muhammad an-Nasir    | vierter Kalif der Almohaden (1199–1213)                                     |       |       |

## Datum unbekannt
| Tag | Name                  | Beruf, bekannt als                       | Alter | Beleg |
| --- | --------------------- | ---------------------------------------- | ----- | ----- |
|     | Eirik Ivarsson        | dritter Erzbischof Norwegens             |       |       |
|     | Karl Jónsson          | isländischer Abt, Autor der Sverris saga |       |       |
|     | Sharaf al-Din al-Tusi | persischer Mathematiker und Astronom     |       |       |